# Gilles Chiorri
Gilles Chiorri est un navigateur français né le 25 juin 1964. Navigateur de haut niveau, il a participé à de nombreuses courses et travaille dans le monde de la course à la voile.

## Biographie
Il suit les études de l'École nationale de la marine marchande à Marseille (1983-1986) et en sort officier C1 en 1986. 
En 1987, dans le cadre de son service national, il est détaché par la Marine nationale pour participer à la Transat 6.50, à l'époque la Mini Transat qu'il remporte devant Laurent Bourgnon et Isabelle Autissier. Entre 1989 et 1994, il est le skipper et responsable de la flotte des Gitana et spécifiquement Gitana VI, le  bateau le plus emblématique de la flotte d'Edmond de Rothschild. Il décide ensuite d'intégrer le cycle long d'HEC afin d'obtenir un MBA puis intègre Monaco Marine dans l'industrie de la Grande Plaisance. Il se retourne ensuite vers les courses au large et le management de courses nautiques. Il est notamment consultant météorologiste pour des courses comme The Race et reprend l'organisation du circuit Figaro en Méditerranée (Generali Solo) en 2004 et 2005. Il intègre la Coupe de l'America  en 2004 et 2005 auprès des organisateurs (ACM) puis rejoint la direction du projet IMOCA 60' Delta Dore aux côtés de Jérémie Beyou.
En 2008 il devient le directeur des événements chez OC Events, société d'Ellen MacArthur et de Mark Turner et dirige pendant 4 années les Extreme Sailing Series. Début 2012 il rejoint l'équipe de PEN DUICK Organisation pour devenir le directeur des courses au large: La Solitaire du Figaro, La Transat AG2R LA MONDIALE, The Transat et la prestigieuse Route du Rhum (édition 2014). A l'automne 2016 il est recruté par la société AkzoNobel, basé à Amsterdam, pour diriger le Team AkzoNobel engagé dans la Volvo Ocean Race. 
Il est l'actionnaire et le directeur de la société Yachts Consulting qui opère dans le monde dans le conseil en navigation de plaisance, préparation d'expéditions, accompagnement de projets sportifs et événementiels. Il travaille aujourd'hui comme expert maritime en France et à l'étranger...

## Palmarès
Gilles Chiorri a participé à de nombreuses courses et transatlantiques, en solitaire ou en équipages. Il a notamment à son palmarès 8 participations à la Solitaire du Figaro et trois transatlantiques en double.
- 1987 : Vainqueur de la Transat 6.50 (Concarneau - Fort-de-France)
- 1998 : Solitaire du Figaro (4e place)
- 2001 - 2002 : Trophée Jules-Verne. Codétenteur du trophée sur le maxi-catamaran Orange avec Bruno Peyron (chef de projet, chef de quart, navigateur et météorologiste).
- 2002 : Solitaire du Figaro (2e place)
- 2003 : 2e du Tour de Bretagne [1] (avec Jérémie Beyou, sur le Figaro Bénéteau 2 Delta Dore)